# Rijksbeschermd gezicht Kraloo
Gezicht Kraloo is een van rijkswege beschermd dorpsgezicht in Kraloo bij Eursinge in de Nederlandse provincie Drenthe. De procedure voor aanwijzing werd gestart op 24 oktober 1988. Het gebied werd op 27 september 1991 definitief aangewezen. Het beschermd gezicht beslaat een oppervlakte van 25,5 hectare.
Panden die binnen een beschermd gezicht vallen krijgen niet automatisch de status van beschermd monument. Wel zal de gemeente het bestemmingsplan aanpassen om nieuwe ontwikkelingen in het gebied te reguleren. De gezichtsbescherming richt zich op de stedenbouwkundige en cultuurhistorische waardering van een gebied en wil het toekomstig functioneren daarvan veiligstellen.